# 中手子林
中手子林（なかてこばやし）は、埼玉県羽生市の大字。郵便番号348-0021。本項では同地域にかつて存在した北埼玉郡中手子林村（なかてこばやしむら）についても記す。

## 地理
羽生市東部に位置する。西で大沼・上手子林、南で下手子林、北で北荻島、東で加須市戸川に接する。大字北荻島の中、東北自動車道羽生インターチェンジの東側に飛地があり、北で喜右エ門新田に接する。鉄道や国道、県道は通過していない。

## 歴史

### 沿革
- 幕末時点では埼玉郡に所属し、元中手子林村とも呼ばれた。知行は旗本山高氏・羽太氏・中山氏・戸田氏・江原氏・内田氏の相給。
- 1868年（慶応4年）6月19日 - 武蔵知県事・山田政則（忍藩士）の管轄となる。
- 1869年（明治2年）
  - 1月10日 - 山田政則知県事が宮原忠英に交代。
  - 1月13日 - 武蔵知県事・宮原忠英の管轄区域に大宮県を設置。県庁は東京府馬喰町に置かれる。
  - 9月29日 - 県庁が浦和に置かれ浦和県に改称。
- 1871年（明治4年）11月13日 - 第1次府県統合により、埼玉県の管轄となる。
- 1874年（明治7年） - 下手子林村に合併。
- 1878年（明治11年） - 下手子林村から分立。
- 1879年（明治12年）3月 - 郡区町村編制法の埼玉県での施行により北埼玉郡の所属となる。
- 1889年（明治22年）4月1日 - 町村制の施行により、北埼玉郡中手子林村が単独で自治体を形成。北荻島村と中島組合村を結成し、組合役場を本村に設置。
- 1901年（明治34年）10月25日 - 中島組合村を解消し、2村の区域をもって中島村が発足。同日中手子林村廃止。中島村の大字中手子林となる。
- 1943年（昭和18年）2月1日 - 中島村が手子林村に編入。
- 1954年（昭和29年）9月1日 - 手子林村が羽生町・新郷村・須影村・岩瀬村・川俣村・井泉村と合併して羽生市が発足。

## 世帯数と人口
2017年（平成29年）9月30日現在の世帯数と人口は以下の通りである。
| 大字     | 世帯数  | 人口  |
| -------- | ------- | ----- |
| 中手子林 | 240世帯 | 650人 |

## 小・中学校の学区
市立小・中学校に通う場合、学区は以下の通りとなる。
| 番地 | 小学校               | 中学校           |
| ---- | -------------------- | ---------------- |
| 全域 | 羽生市立手子林小学校 | 羽生市立東中学校 |

## 交通

### バス
あい・あいバス
- ムジナもん号 手子林・三田ヶ谷ルート
  - 市役所 - 羽生駅東口 - 北袋集会所 - 南羽生駅 - 神戸東 - 手子林公民館前 - 北荻島 - 三田ヶ谷2区 - 前原 - 北袋 - 羽生駅東口 - 市役所（土休日運休）

## 施設
- 手子林第二消防センター
- 文殊院